# Final do Campeonato Baiano de Futebol de 2021
As finais do Campeonato Baiano de 2021 foram realizadas em 16 e 23 de maio e disputadas entre Atlético de Alagoinhas e Bahia de Feira. Esta foi a primeira vez que a decisão do estadual contou com dois clubes do interior.
A primeira partida foi disputada no Antônio de Figueiredo Carneiro, em Alagoinhas e terminou empatada por 2–2. Na finalíssima, o Atlético de Alagoinhas triunfou sobre o rival e conquistou o título inédito. Com esses resultados, o Atlético de Alagoinhas garantiu o direito de participar da Copa do Nordeste de 2022, da Série D de 2022 e da Copa do Brasil de 2022

## Antecedentes
O Campeonato Baiano de 2021 foi decidido entre Atlético de Alagoinhas e Bahia de Feira, que protagonizaram uma decisão inédita, a primeira do estadual a ser disputada por dois clubes do interior. Antes da edição de 2021, ambos os clubes já haviam chegado à decisão em duas oportunidades. Nas ocasiões, o Bahia de Feira ficou com um título e um vice, enquanto o Atlético de Alagoinhas perdeu as duas finais finais disputadas.

## Caminho até à final
O Atlético de Alagoinhas estreou na competição no dia 21 de fevereiro, quando venceu o Fluminense de Feira pelo placar mínimo. Na primeira fase, a equipe de Alagoinhas obteve treze pontos e precisou de uma combinação de resultados para se qualificar na quarta posição. Nas semifinais, o clube superou a Juazeirense nas penalidades.
O Bahia de Feira, por sua vez, debutou com um empate sem gols contra o Jacuipense. No entanto, o clube se recuperou e encerrou a fase inicial na vice-liderança. Nas semifinais, o clube do interior reverteu a desvantagem do primeiro jogo da semifinal ao vencer o Bahia pelo placar de 3–0.

## Primeira partida
O primeiro embate da final do Campeonato Baiano de 2021 ficou marcado por um feito inédito: nunca duas agremiações do interior protagonizaram uma final do torneio. O jogo foi realizado às 16h00min de domingo, 6 de maio de 2021, no estádio Carneirão em Alagoinhas. O árbitro da partida foi Emerson Ricardo de Almeida Andrade, que teve Elicarlos Franco de Oliveira e Paulo de Tarso Bregalda Gussen como auxiliares, além de Moisés Ferrera Simão como quarto árbitro. O Bahia de Feira adiantou sua marcação e criou dificuldades para o adversário, mas não gerou chances de gols. Com o passar do tempo, o Atlético de Alagoinhas conseguiu aumentar sua produção de jogo; contudo, o clube também não obteve êxito ofensivo.
Logo no primeiro minuto, o Atlético de Alagoinhas marcou um gol, que foi anulado por impedimento. Por outro lado, o Bahia de Feira respondeu e teve três boas oportunidades. No entanto, o clube somente conseguiu o primeiro gol aos 31 minutos, quando Jarbas arrematou de longa distância. Dois minutos depois, Ronan empatou em cobrança de pênalti. Com constantes interrupções, o embate teve 12 minutos de acréscimos. Aos 56 minutos, Adriano Ferreira recolocou o Bahia de Feira na frente do placar; contudo, no minuto seguinte, Ronan voltou a empatar a partida.
| 16 de maio    | Atlético de Alagoinhas | 2 – 2  | Bahia de Feira                       | Antônio de Figueiredo Carneiro, Alagoinhas  |
| 16:00 (UTC-3) | Ronan 41' (p.), 90+12' | Súmula | Jarbas 30' · Adriano Ferreira 90+11' | Árbitro: Emerson Ricardo de Almeida Andrade |

## Segunda partida
A segunda partida aconteceu em 23 de maio, na Arena Cajueiro, Feira de Santana. O árbitro da partida foi Marielson Alves Silva, que teve Alessandro Álvaro Rocha de Matos e Jucimar dos Santos Dias como auxiliares. O Bahia de Feira começou o jogo com mais ímpeto ofensivo e teve três chances de gols desperdiçadas por Bruninho e Thiaguinho, mas acabou sendo recompensado aos 18 minutos, com um gol contra de Iran. Atrás do placar, o Atlético de Alagoinhas reagiu e terminou o primeiro tempo vencendo. Iran e Ronan marcaram os tentos dos visitantes.
No segundo tempo, o Atlético de Alagoinhas perdeu o volante Gilmar, expulso após consulta do árbitro de vídeo. De todo modo, o clube visitante ampliou a diferença mesmo com um jogador a menos. Aos 24 minutos, Dionísio completou o contra-ataque. Com o resultado negativo, o Bahia de Feira passou a atacar o adversário e conseguiu diminuir o placar com Pelé e quase empatou aos 51 minutos, em uma cabeçada de Diones.
| 23 de maio    | Bahia de Feira                | 2 – 3  | Atlético de Alagoinhas                     | Jodilton Souza, Feira de Santana |
| 16:00 (UTC-3) | Iran 18' (g.c.) · Marcone 90' | Súmula | Iran 24' · Ronan 45+2' (p.) · Dionísio 70' | Árbitro: Marielson Alves Silva   |

## Repercussão
Com esses resultados, o Atlético de Alagoinhas ganhou o seu primeiro título da primeira divisão estadual e ainda colocou a cidade de Alagoinhas em um restrito rol de cidades do interior baiano a conquistar o troféu, ao lado de Feira de Santana e Ilhéus. O feito repercutiu em portais nacionais, como Agência Brasil e ge  e também garantiu ao clube o direito de participar da Copa do Nordeste de 2022, da Série D de 2022 e da Copa do Brasil de 2022.
Após a conquista, o técnico Sérgio Araújo enalteceu o elenco do clube por ser manter focado na possibilidade de título:

"A gente que assume um compromisso desse sempre pensa na possibilidade de título. Vale ressaltar o empenho do elenco, o grupo estava focado nessa conquista. A gente tem um time de muita qualidade, que conseguiu se superar naquele momento mais difícil. É uma conquista histórica para Alagoinhas e espero que o pessoal de lá aproveite muito esse título"
— Sérgio Araújo.